# Kommissar für Finanzplanung und Haushalt
Der Kommissar für Finanzplanung und Haushalt ist ein Mitglied der Europäischen Kommission. Er erstellt den Entwurf für den jährlichen Haushalt der Europäischen Union und ist für den Haushaltsvollzug verantwortlich. Das Ressort existiert seit der Gründung der Europäischen Wirtschaftsgemeinschaft 1958. Teilweise war es allerdings in zwei Ressorts (Finanzen und Haushalt) aufgeteilt.

## Bisherige Amtsinhaber
| Kommissar               | Amtszeit                           | Staat                  | nationale Partei   | europäische Partei/ politische Richtung | Sonstige Funktionen      |
| ----------------------- | ---------------------------------- | ---------------------- | ------------------ | --------------------------------------- | ------------------------ |
| Piotr Serafin           | seit 2024                          | Polen                  | PO                 | EVP                                     | Kommissar für Verwaltung |
| Johannes Hahn           | 2019–2024                          | Österreich             | ÖVP                | EVP                                     | Kommissar für Verwaltung |
| Günther Oettinger       | 2017–2019                          | Deutschland            | CDU                | EVP                                     | Personal                 |
| Kristalina Georgiewa    | 2014–2016                          | Bulgarien              | GERB               | EVP                                     | Personal                 |
| Jacek Dominik           | 2014                               | Polen                  | PO                 | EVP                                     |                          |
| Janusz Lewandowski      | 2010–2014                          | Polen                  | PO                 | EVP                                     |                          |
| Algirdas Šemeta         | 2009–2010                          | Litauen                | TS-LKD nahestehend | EVP nahestehend                         |                          |
| Dalia Grybauskaitė      | 2004–2009                          | Litauen                | LSDP nahestehend   | SPE nahestehend                         |                          |
| Michaele Schreyer       | 1999–2004                          | Deutschland            | Grüne              | EGP                                     |                          |
| Yves-Thibault de Silguy | 1995–1999 (nur Finanzen)           | Frankreich             | RPR nahestehend    | EVP nahestehend                         |                          |
| Erkki Liikanen          | 1995–1999 (nur Haushalt)           | Finnland               | SDP                | SPE                                     |                          |
| Peter Schmidhuber       | 1989–1995 (1989–1993 nur Haushalt) | Deutschland            | CSU                | EVP                                     |                          |
| Leon Brittan            | 1989–1993 (nur Finanzen)           | Vereinigtes Königreich | Conservatives      | ED                                      |                          |
| Henning Christophersen  | 1985–1989                          | Dänemark               | Venstre            | ELDR                                    |                          |
| Christopher Tugendhat   | 1977–1985                          | Vereinigtes Königreich | Conservatives      | ED                                      |                          |
| Wilhelm Haferkamp       | 1973–1977                          | Deutschland            | SPD                | sozialdemokratisch                      |                          |
| Albert Borschette       | 1970–1973                          | Luxemburg              | parteilos          | parteilos                               |                          |
| Raymond Barre           | 1967–1970 (nur Finanzen)           | Frankreich             | parteilos          | liberalkonservativ                      |                          |
| Albert Coppé            | 1967–1970 (nur Haushalt)           | Luxemburg              | CDV                | christdemokratisch                      |                          |
| Robert Marjolin         | 1958–1967                          | Frankreich             | parteilos          | parteilos                               |                          |